# Província d'Holguín
La província d'Holguín (Cuba), amb 9.295km² i quasi 1 milió d'habitants, és una de les més riques del país. La seva capital és la ciutat d'Holguín. Se la denomina "el granero de Cuba" per la fertilitat del seu sòl, vorejat per nombrosos rius. La seva superfície és plana a la part occidental i muntanyosa a la part oriental, on es troba la màxima altura (Pico Cristal, 1.231m). La costa atlàntica és plena de badies, entre les quals destaca la de Nipe, una de les més grans del món, i dotada d'un calador molt profund.

## Història
Segons el diari de l'almirall Cristòfor Colom, el dia 28 d'octubre es va produir el primer desembarcament dels espanyols a terra cubana. La badia de Bariay, enclavada a la costa nord d'aquesta provincía, va ser el lloc con van tenir contacte amb els indis de la cultura seboruco que, amb més de 6.000 anys, és la civilització més antinga del Carib. Aquest fet determina que Holguín posseeix la major riquesa arqueològica de Cuba, com testimonieja el Museu Indocubà Baní o el Chorro de Maíta. El territori va ser cedit com a "regal" per part de Diego Velázquez de Cuéllar al notari sevillà Rodrigo de las Bastidas, que li entregà a un dels lloctinents anomenat García Holguín, que acabà donant nom a la província.

## Economia
A la riquesa agrícola de l'est de la província, que posseeix grans plantacions de canya de sucre, se sumen les mines de cobalt i níquel a la seva part muntanyosa. Cuba és el quart exportador mundial d'aquest últim mineral, després del Canadà, la CEI i França; els jaciments de Moa i Nícaro es troben en terreny holguinès.
En el capítol industrial, Holguín posseeix la primera fàbrica de maquinària per a la recol·lecció de la canya de sucre.
Les reserves forestals són també destacables.

## Municipis
La província està formada per 14 municipis: Antilla, Báguanos, Banes, Cacocum, Calixto García, Cueto, Frank País, Gibara, Holguín (la capital), Mayarí, Moa, Rafael Freyre, Sagua de Tánamo i Urbano Noris.